# Sèrie Radeon HD 5000
La sèrie Evergreen és una família de GPU desenvolupada per Advanced Micro Devices per a la seva línia Radeon sota la marca ATI. Va ser emprat a la sèrie de targetes gràfiques Radeon HD 5000 i va competir directament amb la sèrie GeForce 400 de NVIDIA.

## Edicions
L'existència es va detectar en una diapositiva de presentació de l'AMD Technology Analyst Day de juliol de 2007 com "R8xx". AMD va celebrar un acte de premsa al Museu USS Hornet el 10 de setembre de 2009 i va anunciar la tecnologia multipantalla ATI Eyefinity i les especificacions de les variants de la sèrie Radeon HD 5800. Les primeres variants de la sèrie Radeon HD 5800 es van llançar el 23 de setembre de 2009, amb la sèrie HD 5700 llançada el 12 d'octubre i HD 5970 llançada el 18 de novembre La HD 5670, es va llançar el 14 de gener de 2010, i la HD 5500 i les sèries 5400 es van llançar el febrer de 2010, completant el que semblava ser la major part de la línia de GPU Evergreen d'AMD.OpenCL accelera molts paquets de programari científic fins a un factor 10 o 100 i més, en comparació amb les CPU contemporànies. OpenCL 1.0 a 1.2 són compatibles amb tots els xips TeraScale 2 i 3.
La demanda va superar tant l'oferta que més de dos mesos després del llançament, molts minoristes en línia encara tenien problemes per mantenir les sèries 5800 i 5900 en estoc.

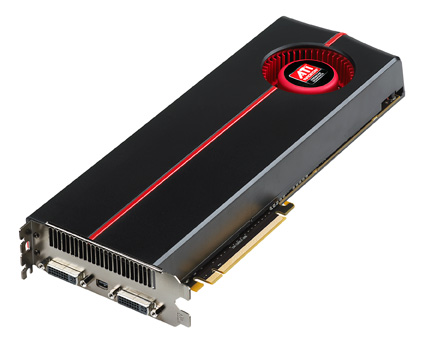
ATI Radeon HD 5970

## Arquitectura
Aquest article tracta sobre tots els productes de la marca Radeon HD 5000 Series. Amb això es va introduir TeraScale 2.
- Els productes Radeon HD 5830 i superiors, tenen la capacitat de calcular el format de punt flotant de doble precisió.
- Els productes Radeon HD 5770 i inferiors, tenen la capacitat de calcular només el format de punt flotant de precisió única.
- El compliment d'OpenGL 4.x requereix suport per a shaders FP64. S'implementen mitjançant emulació en algunes GPU TeraScale (microarquitectura).

### Suport multi-monitor

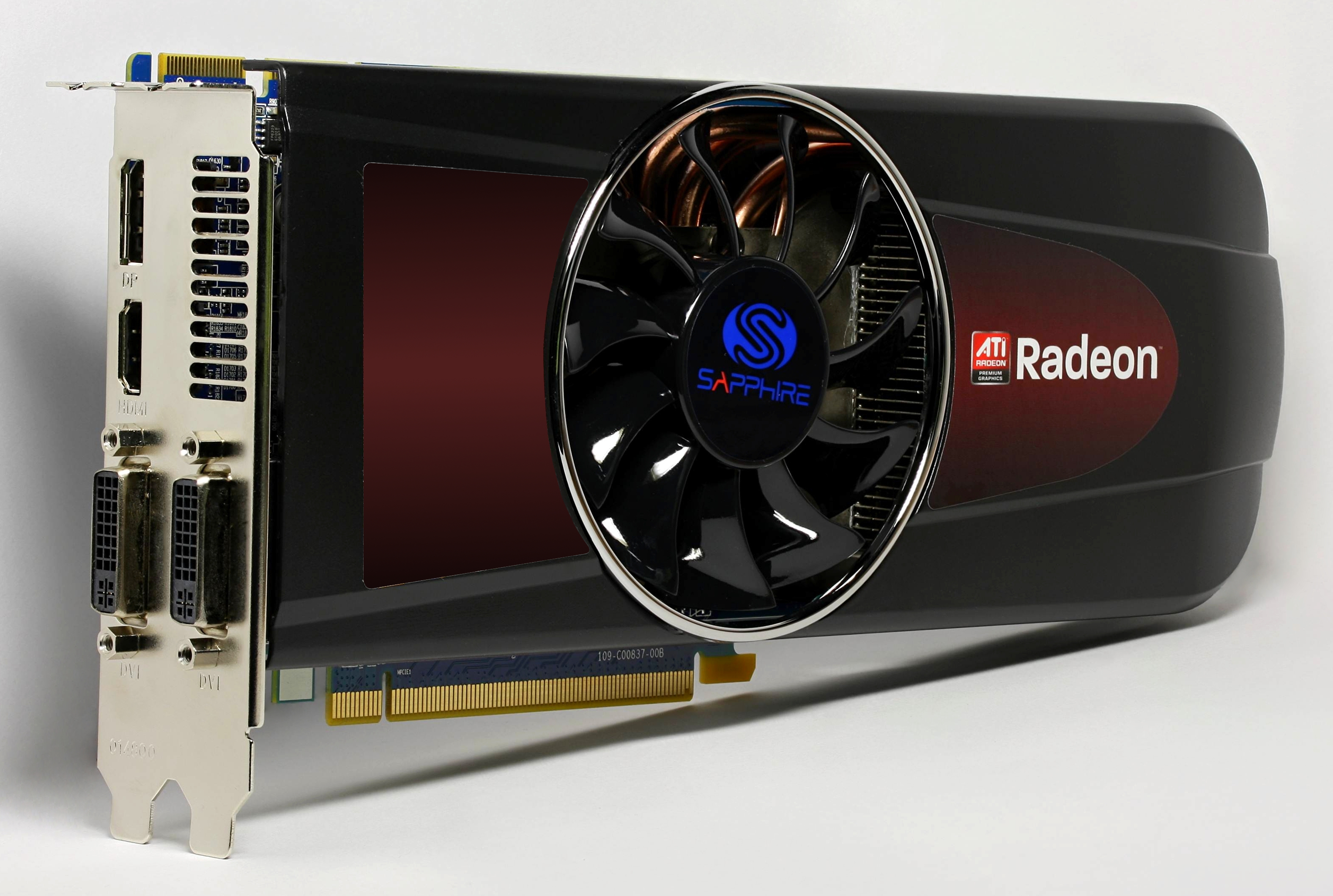
Una Radeon HD 5870 de Sapphire Technology

Els controladors de pantalla integrada amb la nova marca ATI Eyefinity es van introduir amb la sèrie Radeon HD 5000. Tots els productes de la sèrie HD 5000 tenen capacitats Eyefinity que admeten tres sortides. La Radeon HD 5870 Eyefinity Edition, però, admet sis sortides mini DisplayPort, totes les quals poden estar actives simultàniament.

### Video acceleration
Unified Video Decoder (UVD2.2) està present a les matrius de tots els productes i és compatible amb AMD Catalyst 9.11 i posteriorment mitjançant DXVA 2.0 a Microsoft Windows i VDPAU a Linux i FreeBSD. El controlador de dispositiu gràfic gratuït i de codi obert #ATI/AMD també admet UVD.

### OpenCL (API)
OpenCL accelera molts paquets de programari científic fins a un factor 10 o 100 i més, en comparació amb les CPU contemporànies. OpenCL 1.0 a 1.2 són compatibles amb tots els xips TeraScale 2 i 3.